# 19-es busz (Miskolc)
A miskolci 19-es buszjárat az Újgyőri főtér  és Komlóstető kapcsolatát látja el.

## Története
1966. július 1-jétől van jelen.
2007 elejétől 2008 végéig a járat nem érintette a DIGÉP, illetve a Diósgyőri kórház megállóhelyeket, egyik irányban sem.
2012. március 1-jétől ismét nem érinti a Diósgyőri Kórház és Diósgyőri Ipari Park megállóhelyeket. Valamint csak az egyik irányban érinti a Komlóstetői elágazás és az Olvasztár utca megállóhelyeket, mert a másik irányban a Nyárfa utca és a Ládi utca megállóhelyeken áll meg a járat.
A két állomás közötti útvonalat 11-12 perc alatt teszi meg. 2009 júniusától egyes megállók neve elavulásuk miatt megváltozott. 2007-től 2012. február 29-ig 19 óra után nem közlekedett a járat, viszont a 67-es autóbuszok Komlóstető érintésével közlekedtek. 2012. március 1-jétől az esti órákban a 67-es autóbuszt is helyettesíti.

## Követési ideje
Hétköznap csúcsidőben 20, völgyidőben
30 percenként közlekedik. Hétvégén délelőtt 20,a többi időszakban 30 percenként közlekedik.

## Útvonala
| Újgyőri főtér – Komlóstető | Komlóstető – Újgyőri főtér |
| --- | --- |
| - Újgyőri főtér - Első utca - Vasgyári út - Gózon Lajos utca - Puskin utca - Báthori sor - Olvasztár utca - Lomb utca - Komlóstető utca - Komlóstető | - Komlóstető - Komlóstető utca - Szántó Kovács János utca - Láditelepi út - Puskin utca - Gózon Lajos utca - Ógyár tér - Fürdő utca - Harmadik utca - Első utca - Újgyőri főtér |

## Megállóhelyei
| 0  | Újgyőri főtér        | 11 | 1, 6, 9, 16, 21, 29, 39, 54, 68, 101B 1, 1A, 2 |
| 1  | Vasgyári út          | ∫  | 9, 21, 29, 68                                  |
| 2  | Vasgyár              | 9  | 9, 21, 29, 39, 68, 101B 2                      |
| 3  | Vasgyári temető      | 7  | 9, 21, 29, 39, 68, 101B                        |
| 5  | Ládi fűrésztelep     | 6  |                                                |
| 7  | Komlóstetői elágazás | ∫  |                                                |
| 8  | Olvasztár utca       | ∫  |                                                |
| ∫  | Ládi utca            | 5  |                                                |
| ∫  | Nyárfa utca          | 4  |                                                |
| 10 | Lomb utca            | 3  |                                                |
| 11 | Hengerész utca       | 1  |                                                |
| 12 | Komlóstető           | 0  |                                                |